# Lithacodia virescens
Lithacodia virescens är en fjärilsart som beskrevs av Shigero Sugi 1958. Lithacodia virescens ingår i släktet Lithacodia och familjen nattflyn. Inga underarter finns listade i Catalogue of Life.